# Klaus Mitffoch
Klaus Mitffoch – polski zespół nowofalowy założony w 1979 roku przez Lecha Janerkę. W oryginalnym składzie nagrał jeden album, uważany za przełomowy w historii polskiej muzyki, uznawany nawet przez niektórych za najlepszą płytę w historii polskiego rocka.
Muzyka Klausa Mitffocha, mroczna i surrealistyczna, wyrażała egzystencjalny niepokój i zagubienie we wrogiej nowoczesności. Duży nacisk położony w niej został na antykomunistyczne teksty, choć ważną rolę odegrało również brzmienie bliskie rockowi alternatywnemu. Najbardziej reprezentatywnym utworem grupy była piosenka Strzeż się tych miejsc, zaś najbardziej znanym – Jezu jak się cieszę.

## Początki
Początkowo występował w składzie: Lech Janerka (gitara basowa, wokal), Krzysztof Pociecha (gitara), Wiesław Mrozik (gitara) i Kazimierz Sycz (perkusja), którego później zastąpił Marek Puchała (perkusja).

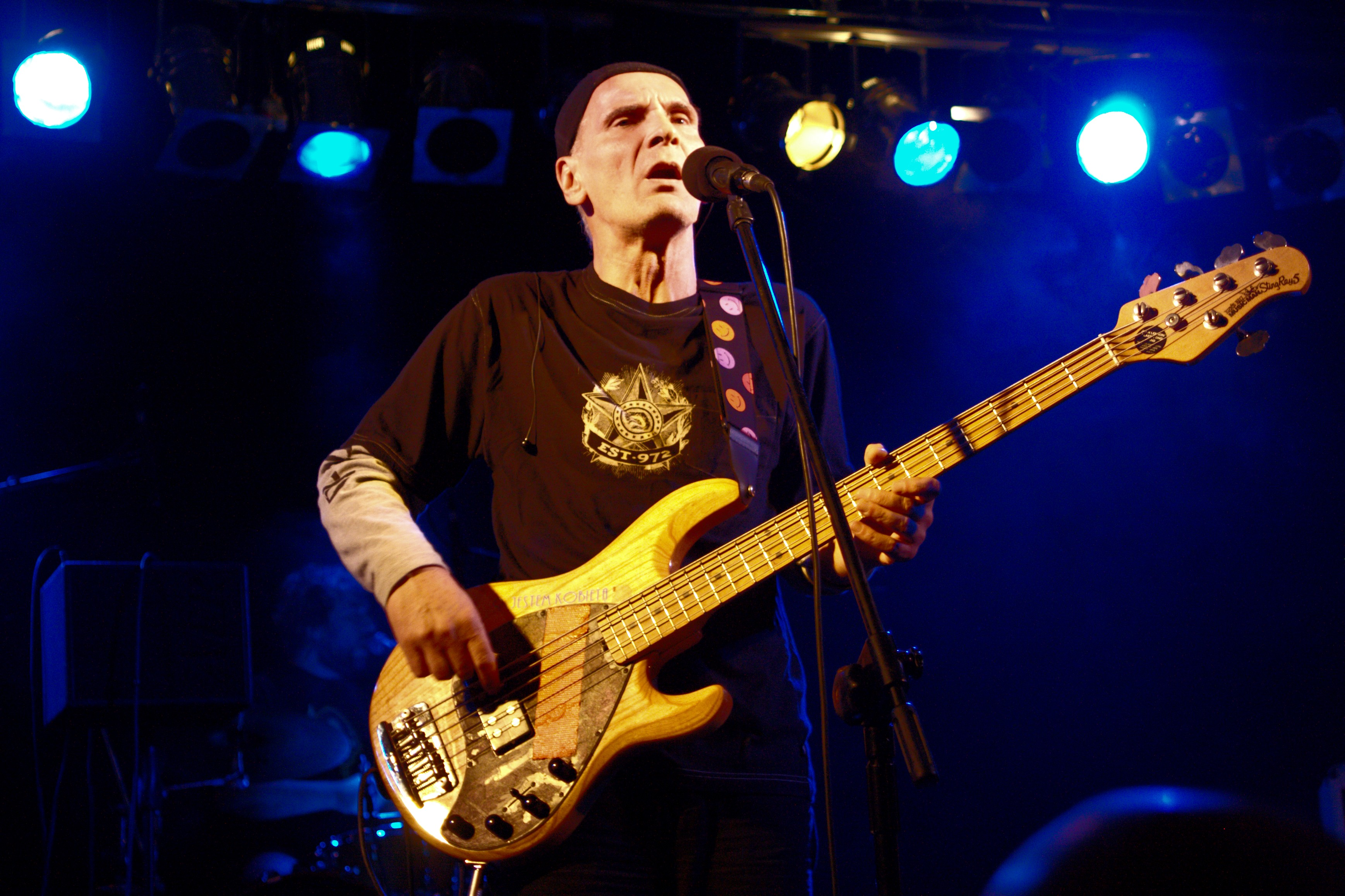
Lech Janerka (2007)

W czerwcu 1983 Klaus Mitffoch w Ogólnopolskim Turnieju Młodych Talentów zajął równorzędne drugie miejsce z zespołem Azyl P. (pierwszego miejsca nie przyznano). W nagrodę nagrał dwa single: Ogniowe strzelby / Śmielej oraz Jezu jak się cieszę / O głowie. Zespół z Lechem Janerką wydał w 1984 przy współpracy z Tonpressem nagraną w marcu tego samego roku płytę pt. Klaus Mitffoch. Największym przebojem zespołu był utwór Jezu jak się cieszę (1983).

## Klaus Mit Foch
Zespół rozpadł się w sierpniu 1984 roku. Lech Janerka rozpoczął karierę solową (współpracował nadal z Krzysztofem Pociechą). Powrót na scenę nastąpił w 1986 pod nieco zmienioną nazwą Klaus Mit Foch i w nieco innym składzie – bez Lecha Janerki i Krzysztofa Pociechy. Pojawili się natomiast: Zbigniew Kapturski (gitara, wokal), Jacek Fedorowicz (gitara basowa), Paweł Chylinski (wokal). W 1988 roku wydana została płyta Mordoplan.
W 1989 roku Klaus Mit Foch został rozwiązany.

## Reaktywacja
3 czerwca 2009 zespół jako Klaus Mitffoch reaktywował się na jeden koncert upamiętniający tzw. wybory kontraktowe („20 lat wolności”). Występ miał miejsce na placu Teatralnym w Warszawie. Grupa wykonała przebój Jezu jak się cieszę.

## Dyskografia

### Albumy studyjne
- Klaus Mitffoch (1984)[4][5]
- Mordoplan (1988) (jako Klaus Mit Foch)

### Albumy koncertowe
- Live sierpień 1984 (dwie kasety wydawnictwa Fala, F 013/014) (1984)[6]

### Single
- Ogniowe strzelby / Śmielej (1983)
- Jezu jak się cieszę / O głowie (1983)
- Siedzi / Tutaj wesoło (1984)

## W kulturze
W 2012 roku we wrocławskiej Galerii MD_S odbyła się wystawa sztuki nawiązująca do piosenki „Strzeż się tych miejsc”.